# Bout de Zan et l'Espion

Bout de Zan et l'Espion est un film muet français réalisé par Louis Feuillade et sorti en 1914.

## Fiche technique
- Titre original : Bout de Zan et l'Espion
- Autre titre : Bout de Zan et le boche
- Réalisation et scénario : Louis Feuillade
- Société de production : Société des Etablissements L. Gaumont
- Format : Muet - Noir et blanc - 35 mm - 1,33:1
- Genre : Comédie
- Année de sortie : France : 1914

## Distribution
- René Poyen : Bout de Zan
- Musidora
- Suzanne Le Bret